# David Kimche
David Kimche (Hampstead, Londres, 14 de febrero de 1928 – Tel Aviv, 8 de marzo de 2010) fue un diplomático, periodista y espía israelí, subdirector del Mossad. Se cree que fue el principal contacto entre Estados Unidos e Irán en el escándalo de Iran-Contra. Kimche fue presidente del Consejo Israelí de Relaciones Exteriores y miembro del comité directivo de la Alianza Internacional para la Paz Árabe-Israelí.

## Biografía
El registro de nacimiento de David Kimche se inscribe en Hampstead, Londres entre enero y marzo de 1928, adaptando el nombre de soltera de su madre Palast. Además de obtener la Maestría en Artes (cum laude) y el Doctorado en relaciones internacionales en la Universidad Hebrea de Jerusalén, Kimche estudió en el Centre de Hautes Etudes Administratives sur l’Afrique et l’Asie Modernes (C.H.E.A.M.) de la Universidad de París.
Kimche se unió al Mossad, el servicio de inteligencia israelí, en 1953. Mientras estuvo en activo, hizo numerosos trabajos en África, Asia y Europa. Kimche fue ascendiendo en la escala del Mossad hasta convertirse en subdirector hasta 1980. Se convirtió en director-general del Ministerio de Relaciones Exteriores israelí, cargo que ocupó entre 1980 y 1987. Kimche fue nombrado embajador itinerante en 1987 haciendo un gran número de misiones, especialmente en países árabes. En su mandato, Kimche a menudo se involucraba en la diplomacia de bambalinas cuando el contexto político requería sutileza. En un artículo escrito en The Israel Journal of Foreign Affairs, Nir Levitan escribió lo siguiente sobre su carrera: "Kimche creía firmemente que lo que parecía imposible podía hacerse posible, y lo logró en su larga y distinguida carrera... Kimche fue uno de los principales emisarios secretos al servicio del Estado de Israel en un momento en que la diplomacia de canal secundario era el único camino hacia un futuro más pacífico.”
En 1989, Kimche fundó el Consejo de Relaciones Exteriores de Israel bajo los auspicios del Congreso Judío Mundial para servir como un foro político para dignatarios y académicos visitantes. Kimche se convirtió en el editor de una revista bimestral, el Israel Journal of Foreign Affairs. Fue miembro de la junta de gobernadores y del comité de gestión de la Universidad Hebrea de Jerusalén, de la junta de gobernadores del Instituto de Investigación Truman para el Avance de la Paz en Jerusalén y de la junta directiva de Maariv (un diario publicado en Tel Aviv) y miembro de la junta ejecutiva del Centro Peres por la Paz.

## Autor
Publicó un número He libros de no ficción durante su vida, muchos junto a su hermano Jon Kimche:
- (1955): con Jon Kimche, The Secret Roads: The "Illegal" Migration of a People, 1938-1948 (con placas, incluidos retratos, y un mapa). Nueva York: Farrar, Straus y Cudahy.
- (1960): with Jon Kimche, Both Sides of the Hill: Britain and the Palestine War. London: Secker & Warburg. Re-published as:
  - (1960): con Jon Kimche, A Clash of Destinies: The Arab-Jewish War and the Founding of the State of Israel. Nueva York: Praeger.
- (1968): con Dan Bawly, The Sandstorm: The Arab-Israeli War of 1967: Prelude and Aftermath. London: Secker & Warburg. (Re-published as Six-Day War: Prologue and Aftermath en 1971.)
- (1969): con Jon Kimche, La premiere guerre d'Israel 1948: 16 cartes. París: Arthaud.
- (1973). Afro-Asian Movement: Ideology and Policy of the Third World. Jerusalén: Israel University Press.
- (1991): The Last Option: After Nasser, Arafat & Saddam Hussein - The Quest for Peace in the Middle East. Londres: Weidenfeld & Nicolson; Nueva York:  Charles Scribner's Sons.